# 天川の水
天川の水（てんがわのみず）は、島根県隠岐郡海士町にある湧水である。島前の中ノ島にあり大山隠岐国立公園の区域に指定されている。また、1985年（昭和60年）名水百選の一つに指定されている。

## 概要
隠岐諸島を代表する湧水で、清水寺境内に日量400ｔの地下水が通年湧きだしており過去に枯渇した記録が無い。成因は島前諸島は焼火山（たくかざん）451.7ｍの外輪山であり、焼火山を中央火口丘とする約630万年前から530万年前のカルデラと考えられている。浸水性のある凝灰岩や火山性の岩石に浸透して滞水した水が常時湧水するとの説があるが、帯水層等の詳細な調査は行われていない。

## 由来
奈良時代行基が訪れ、この湧き水に霊気を感じ、この水を天川（天恵の水）と名付け聖観世音菩薩を祀り、清水寺を開山したとの伝説があり、聖域として地元住民により大切に保全されてつづけている。

## 交通
- 海士町 菱浦港から車で15分程。